# Мисс Россия (Париж)
Мисс Россия (Мисcъ Россiя, до 1929 — Королева русской колонии Парижа) — ежегодный конкурс красоты, проводившийся с 1926 по 1939 год в Париже (Франция) среди обладательниц беженских паспортов при поддержке парижского журнала «Иллюстрированная Россия», ориентированного на читателей-эмигрантов из России.

## История

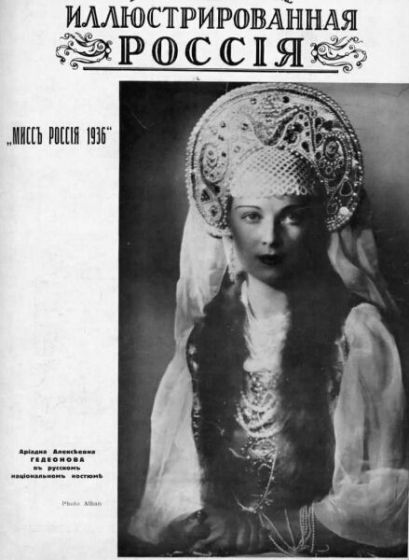
Мисс Россия 1936 Ариадна Гедеонова в русском костюме на обложке журнала «Иллюстрированная Россия»

В 1926—1939 годах конкурс проводился в Париже. Во Франции в тот момент проживало около 200 тысяч эмигрантов из России. Изначально участниц конкурса выбирали только из числа эмигранток при поддержке парижского журнала «Иллюстрированная Россия». Кандидатки должны были иметь возраст от 16 до 25 лет и им следовало присылать в редакцию журнала свои фотографические портреты. В состав жюри входили такие писатели как Надежда Тэффи, Иван Бунин и Александр Куприн, художники Константин Коровин и Александр Бенуа, танцовщик Сергей Лифарь. Участницы оценивались по 20-балльной шкале, жюри смотрело на черты лица, посадку головы, фигуру, походку, манеры каждой девушки.
Марина Шаляпина, дочь Фёдора Шаляпина — одного из энтузиастов проведения конкурса, описывает своё участие так:

Лучше не вспоминать! Ужасная штука… Я этого ничего не хотела! В те времена, чтобы тебя при всех объявили красавицей — да это позор! Но… то был никакой не конкурс, какие сейчас устраивают… однажды я танцевала на вечере… на меня надели чудный венок, красиво загримировали, и, наверное, я очень хорошо смотрелась со сцены. В зале сидели Бунин, Коровин и, кажется, Куприн. Это им пришла идея выбрать Мисс Россию среди эмигрантских девушек. Они на меня смотрели-смотрели и вдруг единодушно решили: вот наша Мисс Россия!

Через день к Шаляпиным домой приехал главный редактор газеты «Русское время». Он был инвалидом и передвигался в инвалидной коляске. Редактор сказал маме Марины: «Жюри выбрало вашу дочь Марину Федоровну Мисс Россией!». Мама поднялась к Марине и убедила её принять участие, мотивируя это тем, что «это нужно для газеты». Марина согласилась, но потом долго плакала, заперевшись в своей комнате.

Мисс Россия! — скажите, пожалуйста! Что мои друзья подумают? Что я совсем зазналась?.. меня попросили прийти в определенное место, где я должна была предстать перед жюри, но уже вместе с остальными девушками. Тем, естественно, не сказали, что меня-то уже выбрали. Я умышленно не стала ни краситься, ни как-то особенно одеваться, пришла бледная, как смерть, с гладкой «балетной» прической, да ещё голову повязала оренбургским платком, потому что от огорчения умудрилась даже простудиться. Другие девушки стояли хорошенькие, нарядные. А выбрали меня, такую страшилу…

В 1929 победительницей конкурса «Мисс Россия» стала Валентина Остерман. Однако после завершения конкурса выяснилось, что у неё оказался не беженский паспорт, как у всех участниц, а немецкий. Это противоречило правилам конкурса, и корона перешла к Ирине Левитской.
После начала Второй мировой войны, конкурс «Мисс Россия», как и другие конкурсы красоты, перестал существовать.

## Победительницы конкурса
| Год  | Фото | Победительница        | Возраст, лет | Вице-мисс   | Примечания |
| ---- | ---- | --------------------- | ------------ | ----------- | --- |
| 1926 |      | Лариса Попова         | 19           |             | |
| 1927 |      | Кира Склярова         | 19           |             | |
| 1928 |      | Нина Северская        |              |             | Нина Северская — сестра известного авиатора А. Н. Прокофьева-Северского.                                                                         |
| 1929 |      | Ирина Левитская       | 16           |             | Изначально была выбрана Валентина Остерман (18 лет), но после окончания конкурса она была дисквалифицирована из-за наличия германского паспорта. |
| 1930 |      | Ирина Венцель         | 18           |             | |
| 1931 |      | Марина Шаляпина       | 19           |             | |
| 1932 |      | Нина Поль             | 19           |             | |
| 1933 |      | Татьяна Маслова       | 18           |             | Первой из русских женщин приняла участие в конкурсе красоты «Мисс Европа-1933» и стала его победительницей.                                      |
| 1934 |      | Екатерина Антонова    |              |             | |
| 1935 |      | Марианна Горбатовская | 18           |             | Первая из русских женщин приняла участие в конкурсе «Мисс Вселенная-1935».                                                                       |
| 1936 |      | Ариадна Гедеонова     | 18           | Ирэн Дрейер | В русской колонии в Питсбурге (США) в 1936 году была избрана ещё одна «Мисс Россия» — Мария Беляева.                                             |
| 1937 |      | Ирина Ильина          | 19           | Анна Марли  | |
| 1938 |      | Евгения Дашкевич      | 24           |             | |
| 1939 |      | Ирина Бородулина      | 17           |             | |